# Kaid
Ein Kaid oder Caïd, arabisch القائد / al-qā'id, ist ein Titel, der im normannischen Königreich Sizilien verliehen wurde. Er wurde an Palastbeamte und Mitglieder der Kurie, in der Regel an Muslime oder Konvertiten aus dem Islam, häufig Eunuchen, verliehen. Die Latinisierung war Gaitus oder Gaytus. 
Im arabischen Ursprungsraum im Maghreb bedeutete Kaid Meister oder Führer, entweder örtlicher Repräsentant der zentralen Staatsmacht (Makhzen) oder regionalen Führer eines unabhängigen Stammes. Zu Letzteren zählte Caïd Moha ou Hammou, ein Berber-Führer, der sich in der Gegend von Khénifra in Marokko Anfang des 20. Jahrhunderts der französischen Kolonialarmee widersetzte. Um dieselbe Zeit gehörte zur Sultansmacht General Sir Harry Aubrey de Maclean (1848–1920), ein schottischer Militärberater von Abd al-Aziz, der den Titel Kaid führte. 
Kaids am Hof von Palermo waren:
- Kaid Thomas Brun, ein Engländer, welcher Roger II. diente;
- Kaid Peter, ein vom Islam konvertierter Eunuch, Vertrauter von Margarete von Navarra;
- Kaid Richard, Kammerherr von Margarete von Navarra.